# فلورنسا باري هيد
فلورنسا باري هيد (بالإنجليزية: Florence Parry Heide)‏ هي كاتِبة وكاتبة للأطفال أمريكية، ولدت في 27 فبراير 1919 في بيتسبرغ في الولايات المتحدة، وتوفيت في 23 أكتوبر 2011 في كينوشا في الولايات المتحدة.